# Saint-Hilaire-du-Bois (Charente-Maritime)
Saint-Hilaire-du-Bois – miejscowość i gmina we Francji, w regionie Nowa Akwitania, w departamencie Charente-Maritime.
Według danych na rok 1990 gminę zamieszkiwały 273 osoby, a gęstość zaludnienia wynosiła 36 osób/km² (wśród 1467 gmin regionu Poitou-Charentes Saint-Hilaire-du-Bois plasuje się na 737. miejscu pod względem liczby ludności, natomiast pod względem powierzchni na miejscu 963.).